# Alessandro Monti (calciatore)
Alessandro Monti (Fratta Polesine, 21 ottobre 1893 – Padova, 28 settembre 1980) è stato un calciatore italiano, di ruolo difensore.
Aveva due fratelli Giovanni Monti o Monti II e Feliciano Monti o Monti III entrambi calciatori. Per questo era conosciuto anche come Monti I.

## Carriera
Con la maglia del Padova gioca una stagione in Promozione (all'epoca secondo livello del campionato italiano di calcio) nella stagione 1913-1914 collezionando 4 presenze. Gioca in massima serie in due periodi differenti: nel campionato di Prima Categoria 1914-1915 totalizza 4 presenze e nel campionato di Prima Categoria 1920-1921 dove scende in campo in due occasioni.
Debutta il 13 aprile 1913 nella partita Petrarca Padova-Padova (6-0). Veste per l'ultima volta la maglia biancoscudata in occasione della partita Padova-Mantova (2-1) del 12 giugno 1921.